# Tri vreče denarja za cepec, za mačko in za petelin
Tri vreče denarja za cepec, za mačko in za petelina je slovenska ljudska pravljica, ki je izšla v knjigi Babica pripoveduje, zapisal jo je J. P. Planinski. Pripoveduje o treh sinovih, ki jih je oče poslal v svet iskat delo, da bodo pomagal v hudi revščini, ki jih je pestila v domači hiši.

## Značilnosti ljudske pravljice
- večkratno pripovedovanje istega - dvodelnost in tridelnost zgradbe
- osebe niso oblikovane kot realne ampak so tipi - pri knjižnih osebah prevladuje določena lastnost
- čudežni predmeti  - pripovedovalec ljudskih pravljic ni verjel, da je mogoče svet obvladati, verjel je v vero, čudne pojave
- zgradba - tipičen začetek (nekoč sta živela...) in konec (srečno živeli do konca svojih dni), čas in kraj nista določena
- pripovedni ton/pravljični ton - pravljica je namenjena živemu pripovedovanju v estetskem okolju, ena od značilnih zbirk je Babica pripoveduje

## Obnova vsebine
Živel je oče, ki je imel tri sinove. Doma je vladala revščina in ker oče ni mogel več preživljati sinov, je najprej najstarejšega poslal v svet, da si poišče delo in tako pomaga družini.
Sin vzame cepec, se poslovi in odide svojo pot. Prispe v deželo, kjer z bucikami luščijo pšenična zrna iz pšeničnih klasov. Po kratkem pogovoru jim ponudi cepec, s katerim bodo lažje izluščili pšenico, v zameno pa dobi vrečo denarja in se zadovoljen vrne domov.
Oče je bil vesel, da je sin prinesel domov toliko denarja in je zato poslal na pot tudi srednjega, da bi še on kaj prislužil. Le ta pa vzame s seboj mačko. Sin pride do gradu kjer je nešteto miši in podgan ter pove grofu, da ima stvar, ki prežene in uniči vse te živali. Z njim se pogodi, izpusti mačko, grof pa mu da vrečo denarja. Vesel se vrne domov in pove očetu dobro novico.
Nazadnje je odšel na pot še najmlajši sin, ki je pred odhodom ulovil največjega petelina na domačem dvorišču. Prišel je v deželo, kjer je bila večna noč, ljudje tam pa mu niso znali odgovoriti zakaj nikoli ne posije sonce. Pove jim, da ima s seboj stvar, ki zapoje in pripelje svetli dan. Pogodi se, da jo zamenja za vrečo denarja. Tako se tudi najmlajši sin vrne domov z denarjem in odslej so vsi štirje dobro živeli.

## Liki
Oče in trije sinovi so glavni književni liki, vsi štirje so pozitivne, skromne in skrbne osebnosti, ki se borijo za obstoj in preživetje družine. Medsebojno si pomagajo in priskočijo na pomoč drugim a revščina jih sili k temu, da v zameno za pomoč tudi nekaj zaslužijo.

## Analiza dela
Zgodba vsebuje značilnosti ljudske pravljice, kot so pravljično število tri - trije sinovi, trije predmeti (cepec, mačka, petelin), tri vreče denarja; kraj in čas dogajanja nista zaznana, vendar lahko iz zgodbe razberemo, da se dogaja v preteklosti. Nobena od oseb nima imena, poimenovana je s funkcijo (oče, sin). Tudi konec je tipičen, saj se zgodba srečno konča, ko lahko sinovi in oče s prisluženim denarjem dobro in brezskrbno živijo. V pravljici sta opisana sodelovanje in medsebojna pomoč, ker člani družine pomagajo drug drugemu, sinovi pa so pripravljeni pomagati tudi drugim, tujim ljudem. Izraženo je žrtvovanje, ko sinovi, brez ugovarjanja očetu, odidejo v svet in skušajo prispevati k boljšem življenju družine, kar hkrati kaže na poslušnost vseh treh sinov, vpletena je še iznajdljivost bratov, ki izkoristijo nevednost ljudi in tako zaslužijo denar.

## Interpretacija dela
Izhodiščna situacija pravljice je ukaz očeta, ki ni mogel več preživljati sinov, da si poiščejo delo in tako pomagajo družini.
Sinovi se v zgodbi srečajo s tremi različnimi okoliščinami, ki vplivajo na njihovo nadaljnje življenje. Prvi sin se odpravi po svetu in vzame s seboj cepec, ki ga zamenja za vrečo denarja, ljudem pa olajša pridobivanje zrn iz pšeničnih klasov. Srednji na poti zamenja mačko za vrečo denarja in grofu olajša preganjanje miši in podgan iz dvora. Zadnji pa za petelina, ki ljudem v vasi s petjem prikliče dan, prav tako dobi celo vrečo denarja.
Sinovi so pomagali ljudem a hkrati tudi sebi saj so odslej skupaj z očetom živeli lažje in boljše življenje.

## Različni teoretični pogledi na model ljudske pravljice
- Folkroristični pristop - Antti Aarne, Stith Thompson
- Strukturalistični pristop - Vladimir Propp
- Literarni pristop - Max Luthi
- Psihoanalitični pristop - Bruno Bettelheim
- Sociološki pristop - Laura Gonzenbach
- Feministični pristop - Clarisa Pinkola Estes
- Novi pristopi - Maria Nikolajeva